# Klassenraum

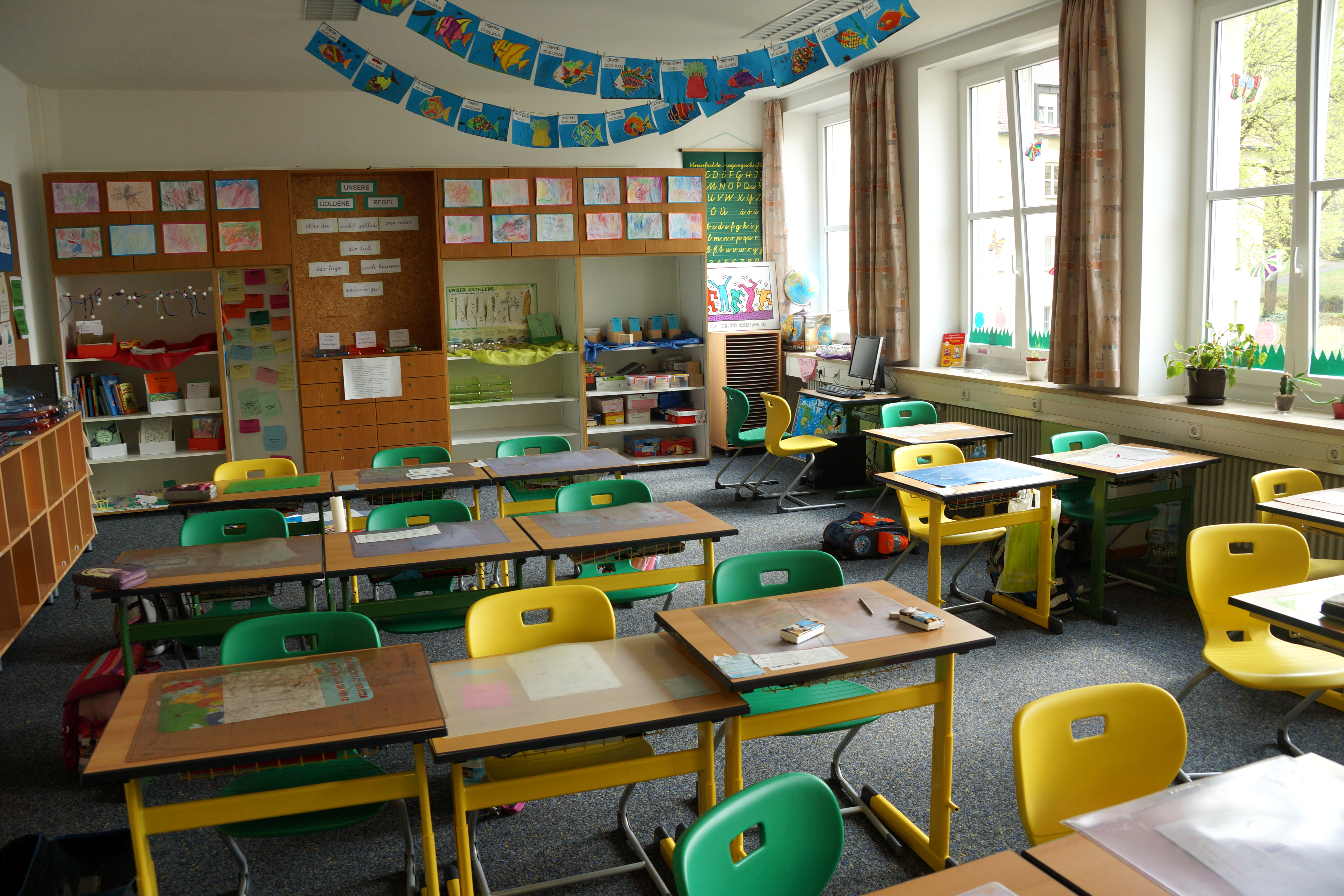
Schulräume/Klassenzimmer der privaten katholischen Grundschule im Haus St. Marien in Neumarkt in der Oberpfalz, 2017

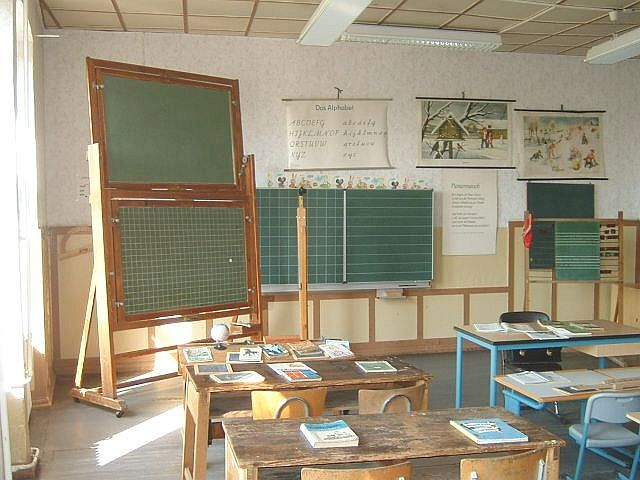
Klassenzimmer im Burgmuseum Wredenhagen mit Gegenständen aus der Zeit von 1900 bis 1985

Der Klassenraum, süddeutsch Klasszimmer oder das Klassenzimmer, ist ein Raum in einer Schule, in dem der Unterricht stattfindet.

## Allgemeines
Es gibt Klassenräume,
- die einer Klasse zugeordnet sind

z. B. in Grundschulen. In vielen Montessorischulen gestaltet eine Klasse am Schuljahresbeginn ihre Klasse nach in der Klasse erarbeiteten Vorstellungen mit Hilfe der Eltern. Wände werden bemalt, zusätzliche Möbel aufgestellt (Regale, Sofas). Weitere Möglichkeiten sind: Blumen, Gardinen, Fensterbemalungen … Diese Anregung wurde von manchen Schulen aufgenommen.
- die Lehrern zugeordnet sind

Ein Lehrer unterrichtet in seinem Klassenraum (möglichst mit angrenzendem Lehrmittelraum) und richtet den Klassenraum nach seinen Gesichtspunkten ein (Lehrerraumsystem).
- die Fächern zugeordnet sind

Jeder Raum der Schule ist einem bestimmten Fach zugeordnet. Der Vorteil liegt in der lernortnahen Lagerung von Unterrichtsmedien: Karten für Erdkunde, Abspielgeräte für den Fremdsprachenunterricht, Raummodelle für Mathematik, Bunsenbrenner für den Chemieunterricht usw.
Daneben hat jede Schule sogenannte Fachräume, für die ein Wechsel der Unterrichtsmaterialien zwischen den Räumen nicht sinnvoll ist (z. B. Naturwissenschaften, Musik, EDV-Anwendung). Diese haben angrenzende Lehrmittelräume, die unter fachlichen Gesichtspunkten gestaltet sind (vgl.: vorbereitende Umgebung bei Montessori). An vielen Schulen werden die Klassenräume vom kommunalen Schulträger auch außerhalb der Unterrichtszeit an andere Nutzergruppen (z. B. Volkshochschule) vermietet.
Größe und Ausstattung von Klassenräumen weichen sehr stark voneinander ab, je nach Alter des Gebäudes. Bei Neubauten gibt es (in Deutschland) in der Regel landeseinheitliche Vorschriften (Musterraumprogramm), in denen die geltenden Bestimmungen zusammengefasst sind. Da Bänke und Tische oft aus Holz gefertigt sind, haben oft mehrere Generationen von Schülern diese Gegenstände bemalt, bekritzelt oder mit Schnitzereien versehen.

## Historische Anmerkungen
Aus der Jugendbewegung wurden mehrere pädagogische Elemente in die sich am Anfang des 20. Jahrhunderts verändernde staatliche Schule übernommen. In Bezug auf das Klassenzimmer, welches von den Schülern teils als „gesichtslose Belehrungszelle“ wahrgenommen wurde, wurden oftmals Änderungen der Ästhetik und Möblierung vorgenommen, die das neue Leben und Lernen widerspiegelten. Pestalozzi kann hier mit dem Schlagwort „Schulwohnstube“ zitiert werden, womit er das neue Gesicht einiger Klassenräume beschreiben wollte.
Zu Beginn des 20. Jahrhunderts waren Klassenräume mit im Fußboden verankerten Bänken und einem Podium mit dem Katheder eingerichtet. Damit war jede andere Unterrichtsform als ein Lehrervortrag ausgeschlossen.
Zum Ende des 20. Jahrhunderts überwogen Einzelarbeitstische mit Stühlen bei der Einrichtung der Klassen, um jederzeit jede beliebige Anordnung herstellen zu können. So können ganz unterschiedliche Unterrichtsformen (auch bei Lehrerwechsel) umgesetzt werden. Auch im Tafelbau haben sich neue Materialien durchgesetzt. Im Besonderen hat die gesellschaftliche Entwicklung Einfluss auf die Schulraumgestaltung genommen. So steht zurzeit die lernfördernde und präventive Klassenraumgestaltung im Vordergrund. Klassenräume werden mehr zu Aprendarien (Ovale Sitzordnung). Schalldämpfung, die richtigen Farben und Fußbodenbeläge wirken sich positiv auf den Unterricht aus. Vor allem Aktivboards geben dem Lehrpersonal neue Möglichkeiten der Unterrichtsgestaltung.
Werbung jeder Art ist in den Klassenräumen untersagt. Im sogenannten Kruzifix-Beschluss hob das BVerfG 1995 Teile der Bayerischen Volksschulordnung aus verfassungsrechtlichen Gründen auf, die verlangten, in jedem Klassenzimmer von Volksschulen ein Kruzifix oder zumindest ein Kreuz anzubringen. Die Neutralität des Staates verbiete es, religiöse Symbole in der Klasse anzubringen, die Kinder mit anderem Glauben verletzen könnten (BVerfGE 93, 1).

## Lärm und Raumakustik
Die aktuelle Forschung zeigt, dass Lärm und eine schlechte Raumakustik das Lernen und Lehren stark behindern. Heute ist bekannt, wie Klassenzimmer gestaltet werden müssen, damit die akustischen Verhältnisse für Lernende und Lehrkräfte optimal sind. Die DIN 18041, Hörsamkeit in kleinen und mittleren Räumen, enthält Angaben, wie viel Lärm maximal zulässig ist und wie viel schallabsorbierende Flächen im Schulraum vorhanden sein müssen, um die Nachhallzeit auf den optimalen Wert von 0,4–0,6 Sekunden zu bringen. In vielen Fällen werden diese Werte jedoch nicht erreicht.
Bereits moderate Klassenraum-Geräusche (64 dB) haben auch einen negativen Einfluss auf die Kreativität bei Kindern mit bestimmten Charakteristika. Jüngere Kinder zwischen 5 und 8 Jahren sind besonders beeinträchtigt: Sie entwickeln offensichtlich weniger Einfälle und haben weniger originelle Ideen in einem Umfeld mit Lärm. Kinder mit einer guten Fähigkeit zur Aufmerksamkeitskontrolle sind vor den Auswirkungen von Geräuschen geschützt.

## Temperatur und Luftqualität
Klassenräume stellen hohe Anforderungen an die technische Infrastruktur. Die hohe Personenzahl auf relativ kleiner Fläche lässt die Raumtemperatur schnell ansteigen und die Raumluftqualität schnell sinken. Durch diese Verschlechterung der Raumatmosphäre sinkt die Konzentrations- und damit die Lernfähigkeit der Schüler.
Zu Unterrichtsbeginn sollte nach allgemeinen Forderungen eine Raumtemperatur von 21 °C herrschen. Betreten die Personen den Raum und ist zusätzlich Licht nötig, steigt die Temperatur schnell an. Die größte Leistungsfähigkeit wurde aber für den Bereich von 21 bis 22 °C ermittelt, was ein Ablüften während des Unterrichts, insbesondere auch in der Heizsaison, nötig macht.
Auch die steigende Kohlenstoffdioxid-Konzentration in der Raumluft senkt die Leistungsfähigkeit. Abhilfe ist eine mechanische Lüftung.

## Innenausstattung
Klassenzimmer haben im Regelfall eine Schreibtafel an der Wand, in dessen Nähe sich der Schreibtisch des Lehrers, der den Unterricht hält, befindet. Zwischen diesen und der gegenüberliegenden Wand befinden sich die Tische und Stühle für die Schüler, welche so angeordnet sind, dass die Schüler mehr oder minder direkt zur Tafel zeigen.
In Fachräumen sind sowohl die Tische für den Lehrer und die Schüler häufig fest installiert, weil zu diesen Versorgungsleitungen für Strom und Wasser führen, welche für Versuche benötigt werden, während die Stühle transportabel sind.
In anderen Klassenzimmern sind heutzutage alle Tische und Bänke frei beweglich, um die Sitzkonfiguration verändern zu können, was pädagogische Vorteile bietet und auch das Auseinandersetzen von Schülern bei Prüfungen ermöglicht, um Betrugsversuche durch Abschreiben zu erschweren.
Um eine schnelle Benässung des Tafelschwamms für eine kurzfristig anstehende Tafelreinigung zu ermöglichen, verfügen viele Klassenzimmer auch über ein Waschbecken.
Die Gestaltung von Wänden, Decken und Böden hat psychophysiologische Auswirkungen: bei einer Vergleichsstudie des Joanneum-Instituts an einer österreichischen Schule ergab sich ein deutlicher stressreduzierender, u. a. die Herzfrequenz senkender Effekt auf diejenigen Schüler, die in holzverkleideten Klassenzimmern unterrichtet wurden. Ebenso sank die von den Lehrern empfundene soziale Beanspruchung durch die Schüler.
Bei der Belichtung von Klassenzimmern sollte auf Blendfreiheit geachtet werden. Für die Beleuchtung ist mit einer eher niedrigen Brenndauer traditioneller Leuchtmittel zu rechnen (z. B. Grundschulen nur ca. 500 Jahresstunden), was die Amortisation höherer Technik momentan noch erschwert.

## Pädagogische Eignung der Räume
Pädagogische Gründe, wie der Lehrer muss die Klasse jederzeit im Blick haben, erschweren die Grundrisse von Klassenräumen noch immer, wie
- eine Aufteilung in verschiedene Lerngruppen, diese behindern sich so gegenseitig,

oder
- eine Einrichtung von mehreren ständigen oder vorübergehenden Arbeitsbereichen.

Damit wird das einseitige ‚Kopf-Lernen‘ stark bevorzugt. Ein Wechsel der Arbeitsformen, wie beispielsweise im Gruppenunterricht, für eine Versammlung im Klassenrat oder ein Rollenspiel, sind aus Platzgründen daher nur schwer möglich. Platz für zusätzliche Bewegungsmöglichkeiten für Schüler ist nicht vorgesehen.
Aprendarium
Das Aprendarium, eine neue Gestaltung des Klassenraums mit ovaler Ausrichtung, ermöglicht jetzt dem Lehrer, die Klasse jederzeit zu überblicken. Die Zusammenarbeit der Klassengemeinschaft ist optimiert, denn alle Schüler können sich gegenseitig anschauen. Eine laute Ansprache der Schüler ist nicht notwendig, da sich durch die ovale Sitzordnung automatisch bessere akustische Verhältnisse ergeben. Hiervon profitieren vor allem der Sprachunterricht sowie etwaige auditiv gestörten Kinder. Vor allem das Erlernen der deutschen Sprache für Nichtmuttersprachler wird durch die ovale Sitzordnung erleichtert.
Das Aprendarium verfügt auch über eine lernfördernde Beleuchtung, dem sogenannten True-Light. Der Fußbodenbelag ist schallneutral mit bis 17 dB ausgelegt. Durch die synergetische Anordnung der Möbel und des Aktivboards erfahren die Lehrer und die Schüler ein neues Zeitmanagement. Die Nettounterrichtszeit erhöht sich um 5 bis 10 Minuten. Die wissenschaftliche Betreuung eines Aprendariums wird von der Uni Osnabrück durchgeführt.

## Sonstiges
Weitere Räume innerhalb des Schulgebäudes sind die Aula, die Lehrerzimmer, die Schulbibliothek oder das Schülercafé. In den frühen 1970er Jahren gab es in einigen großen Schulen in Deutschland noch separate Raucherzimmer, die aber im Laufe der wachsenden Sensibilität gegenüber der allgemeinen Gesundheit der Schüler abgeschafft wurden.